# Roger Pearson Ellis
Roger Pearson Ellis ( 1944, Johannesburgo) es un botánico agrostólogo sudafricano quien ha recolectado en Sudáfrica, y en el sudeste de África.
En 1969, obtuvo su M.Sc. por la Universidad de Natal, e integrándose al personal del Instituto de Investigaciones Botánicas de Pretoria, habiéndose especializado en anatomía de Poaceae.

## Algunas publicaciones
- n.p. Barker, r.p. Ellis. 1991. A new species of Merxmuellera (Arundineae, Poaceae) from South Africa. Bothalia 21:27–34

- r.p. Ellis. 1985. Leaf anatomy of the South African Danthonieae (Poaceae). XII. Pentameris thuarii. Bothalia 15:573–578

- -----------. 1982. Relevance of comparative leaf blade anatomy in taxonomic and functional research on the South African Poaceae. Ed. Univ. de Pretoria

- -----------. 1980a. Leaf anatomy of the South African Danthonieae (Poaceae). II. Merxmuellera disticha. Bothalia 13:185–189

- -----------. 1980b. Leaf anatomy of the South African Danthonieae (Poaceae). III. Merxmuellera stricta. Bothalia 13:191–198

- -----------. . 1979. A procedure for standardizing comparative leaf anatomy in the Poaceae II: the epidermis as seen in surface view. Bothalia 12:641–671

### Libros
- hans peter Linder, roger p. Ellis. 1990. A revision of Pentaschistis (Arundineae: Poaceae). Fasc. 12 de Contribuciones del Herbario Bolus. Ed. Bolus Herb. Univ. of Cape Town, 124 pp. ISBN 0799212210, ISBN 9780799212211

- roger pearson Ellis. 1969. Anatomy of in Vitro Grown Nicotiana tabacum Cultures. Ed. Univ. of Natal, 200 pp.

- La abreviatura «R.P.Ellis» se emplea para indicar a Roger Pearson Ellis como autoridad en la descripción y clasificación científica de los vegetales.[3]